# Pierre Janet
Pierre Janet, född 30 maj 1859 i Paris, död där 24 februari 1947, var en fransk läkare och psykolog. Han var brorson till Paul Janet.

## Biografi
Janet, som var professor vid Collège de France efter att ha börjat sin bana på La Salpêtrière, påverkades idémässigt av bland andra Maine de Biran, Jean Martin Charcot och Théodule-Armand Ribot, vilkas arbeten han fortsatte inom psykopatologin. Filosofiskt ställde han sig bakom motsättningen mellan materialismen och spiritualismen och förkastade epifenomenläran, samtidigt som han uppfattade medvetandet som syntetiserande. Han ansåg att hysteri, vilken han ingående studerade som själslig störning, var följden av bortträngning i likhet med Sigmund Freud eller förminskning av själva medvetandet. Liksom Maine de Biran räknade han med en andlig frihet och förnyelse, och ville tillämpa ett naturvetenskapligt förhållningssätt på själslivet. Hans tankar kring avvikande psykiskt beteende byggde på studier och behandling av hysteri och epilepsi med hjälp av hypnos.  
Bland hans arbeten märks L'Automatisme psychologique (1889), Les Obsessions et la psychasthénie (1903), Les Névroses (1909), Les Médications psychologiques (3 band, 1919). Mera populärvetenskapliga arbeten var La Médecine psychologique (1923) och De l'Angoisse à l'extase (1926). Janets teorier om jaget har fortsatt stor betydelse för traumaforskningen.